# Wodorofosforan wapnia
Wodorofosforan wapnia (łac. calcii hydrogenophosphas) – nieorganiczny związek chemiczny, wodorosól wapniowa kwasu fosforowego. Ma postać białego bezwonnego proszku lub kryształków. Praktycznie nie rozpuszcza się w wodzie. Bezwodny wodorofosforan wapnia występuje w naturze jako minerał monetyt, a dihydrat jako bruszyt.

## Otrzymywanie
Wodorofosforan wapnia może być otrzymywany przy użyciu roztworów chlorku wapnia i wodorofosforanu sodu:
CaCl
2 + Na
2HPO
4 → CaHPO
4 + 2NaCl
Innym sposobem jest reakcja kwasu fosforowego z wodą wapienną:
Ca(OH)
2 + H
3PO
4 → CaHPO
4 + 2H
2O
Wodorofosforan wapnia jest także produktem ubocznym otrzymywania hydroksyapatytu, podczas którego zachodzi reakcja kwasu fosforowego z fosforanem wapnia:
H
3PO
4 + Ca
3(PO
4)
2 → 3CaHPO
4

## Zastosowanie
Stosowany jest jako suplement diety i źródło wapnia (zarówno w żywności, jak i w pożywieniu dla zwierząt) oraz zagęstnik i środek spulchniający do ciasta. Używa się go również w wielu produktach stomatologicznych i medycznych, tworzywach sztucznych, nawozach oraz do produkcji szkła.